# 12-те тисячоліття до н. е.
Дванадцяте тисячоліття до н. е. (XII) — часовий проміжок з 12 000 по 11 001 рік до нашої ери.

## Події

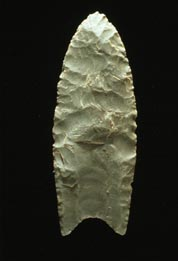
Наконечник спису, культура Кловіс

- Натуфійці в Леванті почали збирання диких злакових.
- Завершення епохи Мадлен верхнього палеоліту в Центральній Європі.
- Закінчення верхнього палеоліту в ряду народів.
- Мезоліт в Середній Азії.
- Початок остаточного танення останніх льодовиків в Північній Америці і Європі, внаслідок підняття рівня моря, Ірландія стала островом.
- Заселення Шотландії та півдня Швеції (культура Бромме).
- Створення льодовикового озера Агассис в Північній Америці.
- Петрогліфи Сікачі — Аляна та наскельні малюнки Тадрарт-Акакус.
- Початок культури Кловіс в Північній та Центральній Америці.

## Міфічні події
- Найбільш ранній ймовірний термін існування легендарної Атлантиди.